# Clàusula sobre protecció igualitària

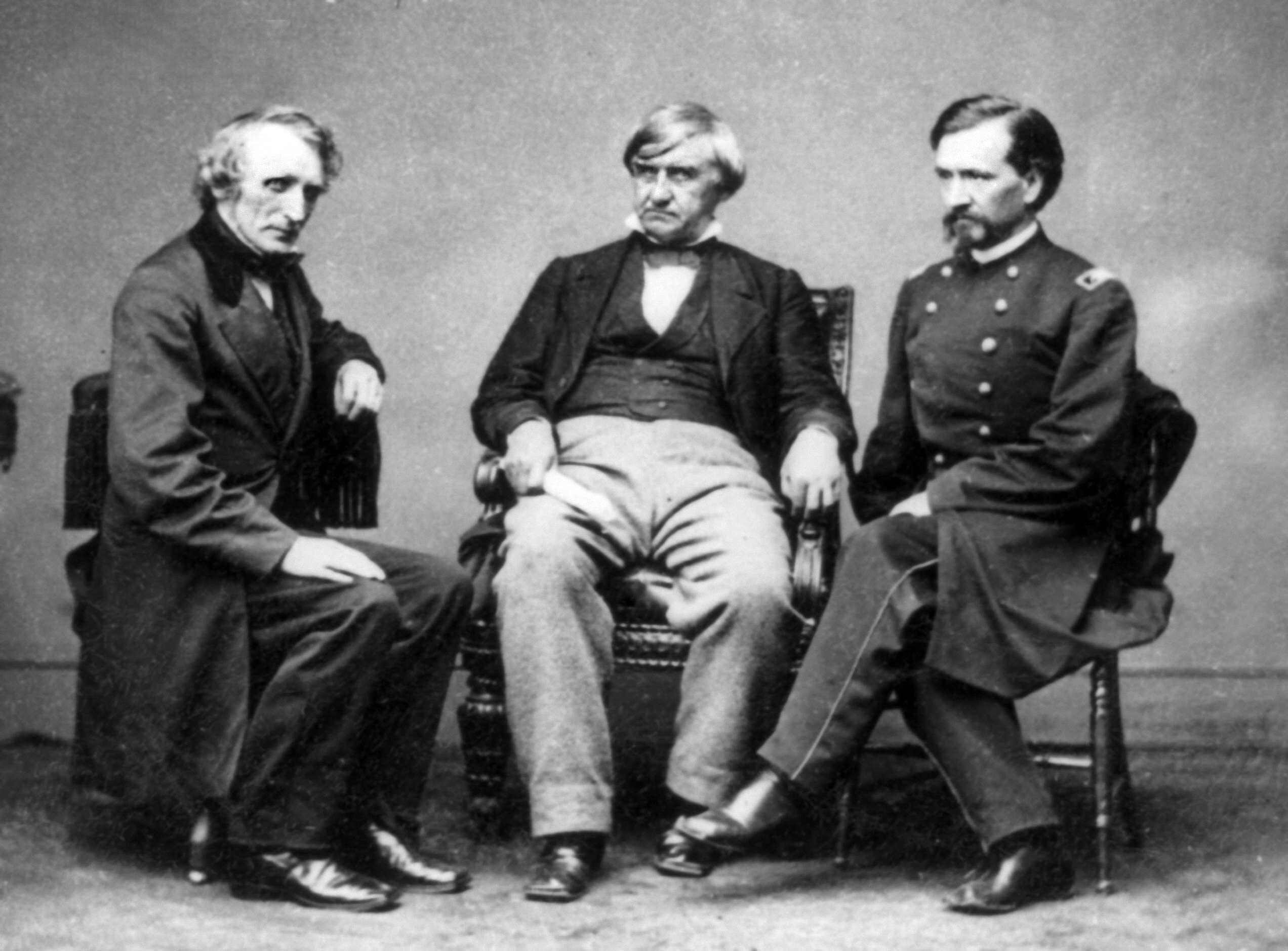
El Congressista per Ohio, John Bingham (a l'esquerra), va ser el redactor principal de la Clàusula sobre Protecció Igualitària.

La Clàusula sobre Protecció Igualitària, part de la Catorzena Esmena, estableix que "cap Estat dels Estats Units podrà... negar a cap persona dins de la seva jurisdicció la protecció igualitària de drets." La Clàusula sobre Protecció Igualitària pot ser vista com un intent d'assegurar la promesa dels Estats Units sobre el seu compromís amb la proposició segons la qual "tots els homes són creats en igualtat" en enfortir el poder judicial per imposar tal principi als estats.
Concretament, la Clàusula sobre Protecció Igualitària, juntament amb la resta de la Catorzena esmena, va marcar un gran canvi en el constitucionalisme nord-americà. Abans de l'entrada en vigència de la Catorzena Esmena la Carta de Drets protegia els drets individuals solament contra la invasió del govern federal. Des de l'entrada en vigència de la Catorzena Esmena la Constitució protegeix drets de abridgement pels governs estatals, fins i tot incloent alguns drets que per alguns no es trobaven protegits del (abridgement) pel govern federal. sota la vigència de la Catorzena Esmena els estats no poden, entre altres coses, privar a una persona del seu dret a la igual protecció del dret. El que tal requeriment vol dir ha estat objecte de debats; i la història de la Clàusula sobre protecció igualitària és l'explicació gradual del seu significat.
Una de les principals limitacions de la Clàusula sobre Protecció Igualitària és que solament limita els cossos dels poders del govern, i no dels particulars als qui estableix la protecció. Aquesta limitació ha existit des de 1883 i no ha estat modificada. No obstant això, des de la dècada de 1960, el Congrés ha establert la majoria de les legislació sobre drets civils sota la Clàusula de Comerç.

## Context històric

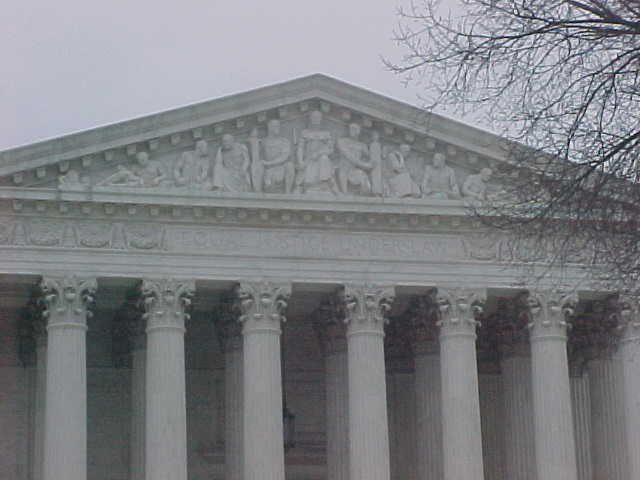
A l'entrada del Tribunal Suprem dels Estats Units hi ha esculpida la frase: "Igual protecció sota la llei".

La Catorzena Esmena va entrar en vigor en 1868, poc temps després de la victòria de la Unió en la Guerra Civil Nord-americana. Encara que la Tretzena Esmena, proposada pel Congrés i ratificada pels estats en 1865, havia abolit l'esclavitud, molts estats exconfederats, van adoptar Codis Negres després de la guerra (tals codis restringien els drets civils de les persones negres).
Aquestes lleis van restringir severament el poder dels negres a tenir propietats i a formar legalment contractes. També van crear penes per delictes criminals més severes per als negres que per als seus conciutadans blancs.
En resposta als Codis Negres el Congrés va aprovar l'Acta de Drets Civils de 1866 la que establia que totes les persones nascudes als Estats Units eren ciutadans nord-americans (amb què es volia "derogar" la sentència de la Cort Suprema Dred Scott v. Sandford), i establia que "els ciutadans de qualsevol raça i color... [tenen] tots els beneficis de les lleis i dels procediments per assegurar la seguretat de les persones i les seves propietats, igual que els ciutadans blancs."